# Sågtjärnen (Norra Ny socken, Värmland, 671179-135900)
Sågtjärnen är delvis en liten sjö men i huvudsak en mindre våtmark runt Sågbäcken i Torsby kommun i Värmland och ingår i Göta älvs huvudavrinningsområde.